# خوزه آنتونیو مارتیارنا
خوزه آنتونیو مارتیارنا (اسپانیایی: José Antonio Martiarena‎؛ زادهٔ ۱۴ ژانویهٔ ۱۹۶۸) دوچرخه‌سوار اهل اسپانیا است. وی در بازی‌های المپیک تابستانی ۱۹۸۸ شرکت کرده است.